# Die Atzen/Diskografie
Diese Diskografie ist eine Übersicht über die musikalischen Werke des deutschen Rap-, Hip-Hop- und Dance-Duos Die Atzen. Ihre erfolgreichsten Veröffentlichungen sind die Singles Das geht ab! (Wir feiern die ganze Nacht) und Disco Pogo sowie das Studioalbum Atzen Musik Vol. 2 mit mehreren Top-10-Platzierungen und Schallplattenauszeichnungen, darunter Platin für Das geht ab! und Disco Pogo sowie Gold für Atzen Musik Vol. 2.

## Alben

### Studioalben
| Jahr | Titel                                | Höchstplatzierung, Gesamtwochen, AuszeichnungChartplatzierungen (Jahr, Titel, Platzierungen, Wochen, Auszeichnungen, Anmerkungen) | Höchstplatzierung, Gesamtwochen, AuszeichnungChartplatzierungen (Jahr, Titel, Platzierungen, Wochen, Auszeichnungen, Anmerkungen) | Höchstplatzierung, Gesamtwochen, AuszeichnungChartplatzierungen (Jahr, Titel, Platzierungen, Wochen, Auszeichnungen, Anmerkungen) | Anmerkungen                                                |
| Jahr | Titel                                | DE | AT | CH | Anmerkungen                                                |
| ---- | ------------------------------------ | --- | --- | --- | ---------------------------------------------------------- |
| 2005 | Berlin bleibt Untergrund – Das Album | — | — | — | Erstveröffentlichung: 2005                                 |
| 2006 | Hart an der Grenze                   | — | — | — | Erstveröffentlichung: 2006                                 |
| 2008 | Feiern mit den Pleitegeiern          | — | — | — | Erstveröffentlichung: 22. März 2008                        |
| 2008 | Atzen Musik Vol. 1                   | DE86 (3 Wo.)DE | — | — | Erstveröffentlichung: 10. Oktober 2008                     |
| 2010 | Atzen Musik Vol. 2                   | DE5 Gold · (27 Wo.)DE | AT10 (20 Wo.)AT | CH48 (6 Wo.)CH | Erstveröffentlichung: 26. Februar 2010 Verkäufe: + 100.000 |
| 2011 | Party Chaos                          | DE15 (7 Wo.)DE | AT35 (6 Wo.)AT | CH37 (6 Wo.)CH | Erstveröffentlichung: 18. Mai 2011                         |
| 2012 | Atzen Musik Vol. 3                   | DE16 (3 Wo.)DE | — | CH73 (1 Wo.)CH | Erstveröffentlichung: 18. Mai 2012                         |

### Mixtapes
| Jahr | Titel                                  | Anmerkungen                 |
| ---- | -------------------------------------- | --------------------------- |
| 2000 | Wixtape 1 – Bass Computer 2000         | als Frauenarzt & Manny Marc |
| 2004 | Wixtape 2 – Kings Of Berlin Bass       | als Frauenarzt & Manny Marc |
| 2004 | Wixtape 3 – Hardcore Rap               | als Frauenarzt & Manny Marc |
| 2005 | Wixtape 4 – Gangster Wix               | als Frauenarzt & Manny Marc |
| 2005 | Berlin bleibt Untergrund – das Mixtape | als Frauenarzt & Manny Marc |

## Singles
| Jahr | Titel Album                                                  | Höchstplatzierung, Gesamtwochen, AuszeichnungChartplatzierungen (Jahr, Titel, Album, Platzierungen, Wochen, Auszeichnungen, Anmerkungen) | Höchstplatzierung, Gesamtwochen, AuszeichnungChartplatzierungen (Jahr, Titel, Album, Platzierungen, Wochen, Auszeichnungen, Anmerkungen) | Höchstplatzierung, Gesamtwochen, AuszeichnungChartplatzierungen (Jahr, Titel, Album, Platzierungen, Wochen, Auszeichnungen, Anmerkungen) | Anmerkungen                                                       |
| Jahr | Titel Album                                                  | DE | AT | CH | Anmerkungen                                                       |
| ---- | ------------------------------------------------------------ | --- | --- | --- | ----------------------------------------------------------------- |
| 2008 | Florida Lady Atzen Musik Vol. 1                              | DE89 (1 Wo.)DE | — | — | Erstveröffentlichung: 19. September 2008 feat. Alexander Marcus   |
| 2009 | Das geht ab! (Wir feiern die ganze Nacht) Atzen Musik Vol. 1 | DE8 Platin · (70 Wo.)DE | AT5 (50 Wo.)AT | CH13 (50 Wo.)CH | Erstveröffentlichung: 25. Juni 2009 Verkäufe: + 300.000           |
| 2010 | Disco Pogo Atzen Musik Vol. 2                                | DE2 Platin · (47 Wo.)DE | AT4 (36 Wo.)AT | CH20 (35 Wo.)CH | Erstveröffentlichung: 1. Januar 2010 Verkäufe: + 300.000          |
| 2010 | Atzin Atzen Musik Vol. 2                                     | DE16 (15 Wo.)DE | AT20 (15 Wo.)AT | — | Erstveröffentlichung: 2. April 2010                               |
| 2010 | Rock die Scheiße fett Atzen Musik Vol. 2                     | DE34 (5 Wo.)DE | AT47 (3 Wo.)AT | — | Erstveröffentlichung: 30. Juli 2010                               |
| 2011 | Strobo Pop Party Chaos                                       | DE14 Platin · (24 Wo.)DE | AT10 (21 Wo.)AT | CH36 (7 Wo.)CH | Erstveröffentlichung: 11. März 2011 mit Nena; Verkäufe: + 300.000 |
| 2011 | Hasta la Atze Party Chaos                                    | DE74 (2 Wo.)DE | — | — | Erstveröffentlichung: 8. Juli 2011                                |
| 2012 | Party (ich will abgehn) Atzen Musik Vol. 3                   | DE45 (7 Wo.)DE | AT50 (2 Wo.)AT | — | Erstveröffentlichung: 18. Mai 2012                                |
| 2020 | Katsching –                                                  | DE89 (1 Wo.)DE | — | — | Erstveröffentlichung: 12. Juni 2020 mit Knossi                    |

Weitere Singles
- 2011: Spiegelbild Remix (feat. Fler)
- 2012: Feiern? Okay! (DJ Antoine vs. Mad Mark Construction)
- 2019: Ballern
- 2020: Alles Baba
- 2020: Diss Is Nice
- 2020: Mach ma nich so
- 2022: Zombie Party
- 2022: Auf und ab (Das isses)
- 2022: Und jetzt alle
- 2022: Turbolaut (feat. Luzi)
- 2023: Großraumdiskothekenflavour
- 2023: Wenn ich du wär (mit Mia Julia)
- 2023: Hot Chili (mit Panjabi MC & Manak-E)

## Sonderveröffentlichungen
Remixe
- 2008: Ein ganz normaler Atze (All Mixes) (MP3-Remixe)
- 2008: Das geht ab (Atzen Musik RMX) (mit Evil Hectorr, Major, Smoky, Kid Millennium und Keule Helle)
- 2008: Das geht ab (All Mixes) (MP3-Remixe)
- 2010: Das geht ab (WM Version) (nur als MP3)

## Statistik

### Chartauswertung
|                     | DE    | AT    | CH    |
| ------------------- | ----- | ----- | ----- |
| Nummer-eins-Alben   | DE—DE | AT—AT | CH—CH |
| Top-10-Alben        | DE1DE | AT1AT | CH—CH |
| Alben in den Charts | DE4DE | AT2AT | CH3CH |

|                       | DE    | AT    | CH    |
| --------------------- | ----- | ----- | ----- |
| Nummer-eins-Singles   | DE—DE | AT—AT | CH—CH |
| Top-10-Singles        | DE2DE | AT3AT | CH—CH |
| Singles in den Charts | DE9DE | AT6AT | CH3CH |

### Auszeichnungen für Musikverkäufe
| Goldene Schallplatte - Europa (Impala) - 2011: für das Album Atzen Musik Vol. 2 - 2011: für die Single Disco Pogo Diamantene Schallplatte - Europa (Impala) - 2011: für die Single Das geht ab! (Wir feiern die ganze Nacht) |

Anmerkung: Auszeichnungen in Ländern aus den Charttabellen bzw. Chartboxen sind in ebendiesen zu finden.
| Land/RegionAuszeichnungen für Musikverkäufe (Land/Region, Auszeichnungen, Verkäufe, Quellen) | Gold     | Platin     | Diamant  | Verkäufe  | Quellen           |
| -------------------------------------------------------------------------------------------- | -------- | ---------- | -------- | --------- | ----------------- |
| Deutschland (BVMI)                                                                           | Gold1    | 3× Platin3 | —        | 1.000.000 | musikindustrie.de |
| Europa (Impala)                                                                              | 2× Gold2 | —          | Diamant1 | (350.000) | Einzelnachweise   |
| Insgesamt                                                                                    | 3× Gold3 | 3× Platin3 | Diamant1 |           |                   |